# سرآب (ایوان)
سرآب، روستایی از توابع بخش مرکزی شهرستان ایوان در استان ایلام ایران است و مردم آن به زبان کردی کلهری تکلم می‌کنند.

## جمعیت
این روستا در دهستان سرآب (ایوان) قرار دارد و براساس سرشماری مرکز آمار ایران در سال ۱۳۸۵، جمعیت آن ۱٫۵۲۲ نفر (۳۴۹ خانوار) بوده‌است.